# Čavarine
Čavarine (en serbe cyrillique : Чаварине) est un village de Bosnie-Herzégovine. Il est situé sur le territoire de la ville d'Istočno Sarajevo, dans la municipalité de Sokolac et dans la république serbe de Bosnie. Selon les premiers résultats du recensement bosnien de 2013, il compte 70 habitants.

## Démographie

### Évolution historique de la population dans la localité
| 1948 | 1953 | 1961 | 1971 | 1981 | 1991 | 2013 |
| ---- | ---- | ---- | ---- | ---- | ---- | ---- |
| -    | -    | 145  | 136  | 113  | 96   | 70   |

|  |

### Communauté locale
En 1991, la communauté locale de Čavarine comptait 562 habitants, répartis de la manière suivante :